# Turate
Turate (lombardul: Turaa) település Olaszországban, Lombardia régióban, Como megyében. Lakosainak száma 9693 fő (2023. január 1.). Turate Cirimido, Fenegrò, Gerenzano, Lomazzo, Limido Comasco, Rovello Porro és Cislago községekkel határos.

## Népesség
A település lakossága az elmúlt években az alábbi módon változott:
| Lakosok száma | 9477 | 9506 | 9693 |
|               | 2017 | 2018 | 2023 |